# منعكس وتري
قد يشير المنعكس الوتري إلى: 
- منعكس الشد: ويحدث عند الشد المفاجئ لوتر العضلة
- منعكس غولجي الوتري:

## الاختبار
لاختبار المنعكس الوتر يقوم الطبيب بالنقر على الوتر (لإحداث شد المفاجئ له) ومقارنة الاستجابة في الناحيتين، كأن ينقر علي عضلة ذات الرأسين العضدية اليمني واليسرى ثم يقارن بينهما، وفي حالة الفرد السليم يكون المنعكس متساو على كلا الجانبي، وهو ما يعني سلامة الوصلات بين الحبل الشوكي والعضلات. 
جذور الأعصاب الشوكية الرئيسية المتضمنة في المنعكس: 
- عضلة ذات الرأسين العضدية (العصب الشوكي العنقي الخامس والسادس)
- عضلة عضدية كعبرية (العصب الشوكي العنقي السادس)
- عضلة ثلاثية الرؤوس العضدية (العصب الشوكي العنقي السابع)
- وتر الرضفة (العصب الشوكي القطني الرابع)
- وتر أخيل (العصب الشوكي العجزي الأول)